# Geogarypus formosus
Espèce
Synonymes
- Ideobisium formosum Mello-Leitão, 1937

Geogarypus formosus est une espèce de pseudoscorpions de la famille des Geogarypidae.

## Distribution
Cette espèce est endémique de l'État de Rio de Janeiro au Brésil. Elle se rencontre vers Petrópolis.

## Publication originale
- Mello-Leitão, 1937 : Novo pseudoscorpião do Brasil. Annaes da Academia Brasileira de Sciencias, vol. 9, p. 269-270.